# Partida del Terme de Reus
El Terme de Reus és el nom d'una partida de terra a Reus, tocant a Maspujols, a la comarca catalana del Baix Camp.
L'anomena així la gent de Maspujols i és la part més occidental del terme de Reus, gairebé tot propietat de veïns de Maspujols. Ocupa una faixa de terra que va des de la carretera de Maspujols fins al barranc dels Copons o de la Barraqueta, per sota la partida de Copons. Hi passa el camí Vell de Reus a l'Aleixar.